# Élections législatives de 2023 en république démocratique du Congo
Les élections législatives congolaises de 2023 ont lieu le 20 décembre 2023 en république démocratique du Congo (RDC), en même temps que l'élection présidentielle et les élections provinciales et municipales, afin de renouveler des 500 membres de l'Assemblée nationale, la chambre basse du Parlement de la république démocratique du Congo.
Le scrutin voit la victoire de l'Union pour la démocratie et le progrès social (UDPS) et de ses alliés, qui réunissent une large majorité des sièges favorable au président Félix Tshisekedi, lui même réélu à l'élection présidentielle. Membre de l'UDPS, Judith Tuluka Suminwa est nommée Première ministre le 1er avril 2024 en remplacement de Jean-Michel Sama Lukonde Kyenge. Elle devient à cette occasion la première femme à occuper cette fonction en RDC.

## Contexte

### Présidence de Félix Tshisekedi

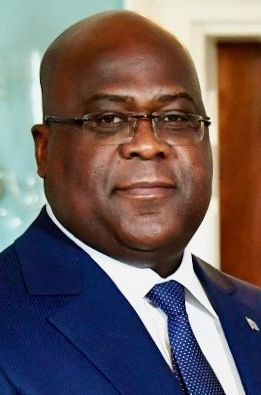
Félix Tshisekedi

Organisée après deux ans de reports successifs, la précédente élection présidentielle fin décembre 2018 voit Joseph Kabila céder la présidence à Félix Tshisekedi après 17 années au pouvoir.
La campagne est dominée par l'affrontement entre trois candidats : Emmanuel Ramazani Shadary, dauphin désigné de Joseph Kabila, Félix Tshisekedi, fils du candidat malheureux au second tour de la présidentielle précédente Étienne Tshisekedi, ainsi que le candidat commun d'une partie de l'opposition, Martin Fayulu,. Avec un peu plus de 38 % des suffrages selon les résultats officiels, Félix Tshisekedi devance Martin Fayulu, qui en recueille près de 35 %. Emmanuel Ramazani Shadary, candidat du parti du président sortant termine sur la troisième marche du podium avec 23 %,.
Dès l'annonce des résultats, ceux-ci sont vivement contestés par Martin Fayulu, la Conférence épiscopale nationale du Congo annonçant par ailleurs que ces derniers ne correspondent pas aux résultats collectés par ses 40 000 observateurs sur le terrain. Une fuite de documents de la Commission électorale nationale indépendante (Céni) vient le 15 janvier étayer ces affirmations. Entre-temps, les résultats des élections législatives sont proclamés en avance, donnant une très large majorité des deux tiers des sièges de l'assemblée à la coalition du gouvernement sortant, le Front commun pour le Congo, augurant une cohabitation rendant en partie caduque l'alternance,.
Le gouvernement est accusé d'avoir, devant l'impossibilité de faire élire son candidat, choisi de faire gagner le candidat de l'opposition le moins hostile au régime. Un accord aurait ainsi été conclu entre Tshisekedi et Kabila, attribuant au premier la présidence, et au second le contrôle du gouvernement et de plusieurs secteurs régaliens via une mainmise sur l'Assemblée nationale et les provinces. Le contrôle de ces dernières, dont les membres procèdent à l'élection trois mois plus tard d'un Sénat acquis au président sortant permet à Joseph Kabila, sénateur à vie, de conserver une grande partie du pouvoir,. En janvier 2019, après rejet des recours, Félix Tshisekedi est proclamé vainqueur de l'élection présidentielle par la Cour constitutionnelle, et prête serment. Il devient ainsi le cinquième président du pays, et le premier à accéder au pouvoir par le biais d'une alternance pacifique,.
Félix Tshisekedi subit pendant près de deux ans les pressions du Front commun pour le Congo de Joseph Kabila, la présidente de l'Assemblée nationale Jeannine Mabunda Lioko allant jusqu'à le menacer à plusieurs reprises de destitution,.

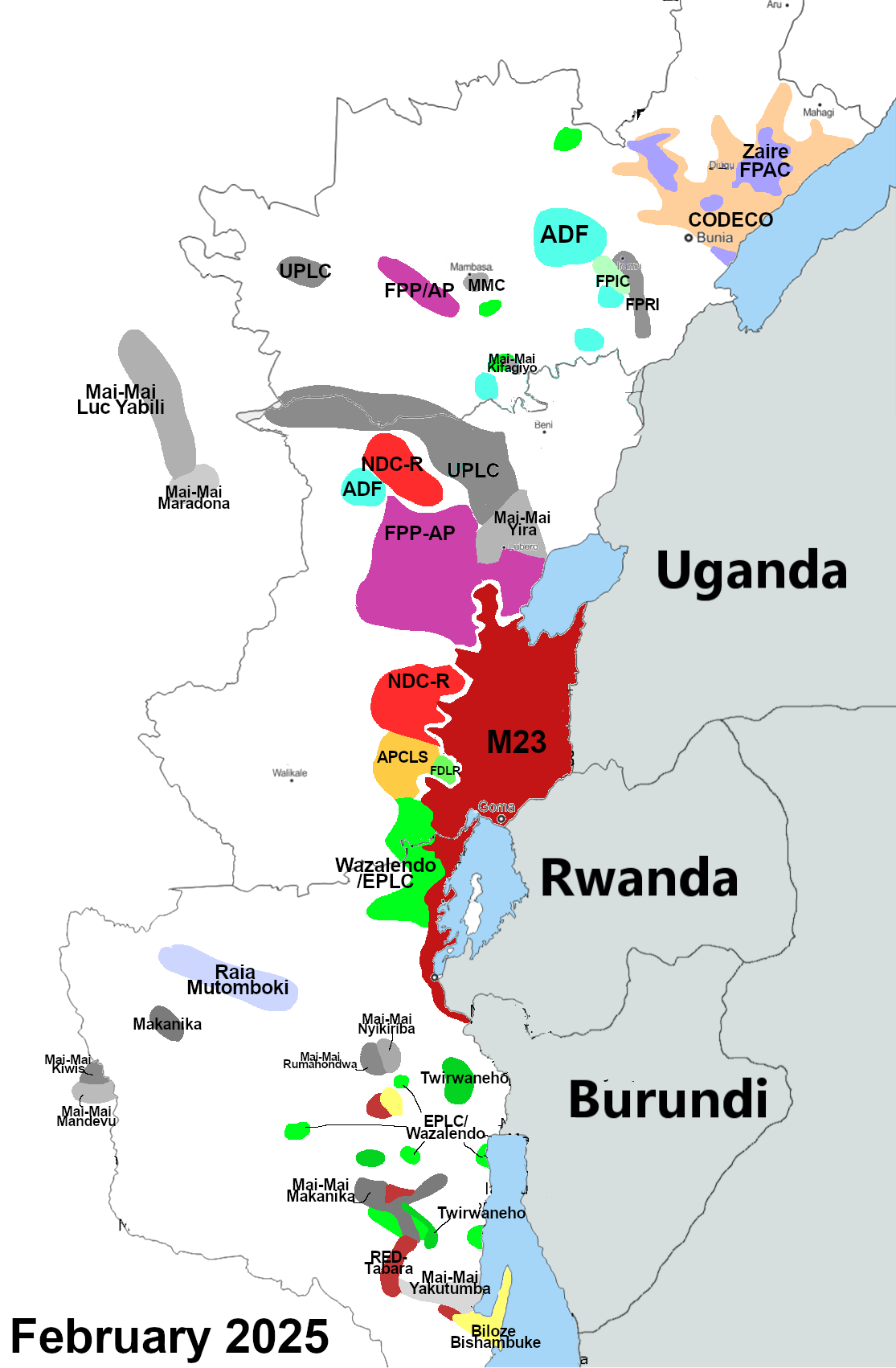
Territoires sous contrôle rebelle dans le Kivu

Contrairement aux attentes, c'est finalement le Front commun pour le Congo qui finit par se désintégrer au profit de Félix Tshisekedi, qui annonce le 20 décembre 2020 la fin de l'alliance avec sa propre coalition, Cap pour le changement. Il parvient ainsi à provoquer le changement de bord de plusieurs centaines de parlementaires en capitalisant sur les nombreuses erreurs politiques de Kabila. Connu pour son mutisme, l'ancien président multiplie en effet les marques de déconsidération envers les cadres de son parti, auxquelles s'ajoute le choix discutable de Sylvestre Ilunga pour Premier ministre, privilégiant ainsi un novice face aux caciques du parti. Fort des moyens de la présidence Félix Tshisekedi rallie à lui l'essentiel des déçus de Kabila au sein d'une nouvelle coalition, l'Union sacrée de la nation, mettant ainsi fin à la période de cohabitation,. Le 26 avril 2021, il nomme Premier ministre Jean-Michel Sama Lukonde Kyenge, qui forme un gouvernement acquis à la mouvance présidentielle.

### Situation dans le Kivu
En raison du conflit dans l'Est du pays entre les forces gouvernementales et plusieurs groupes rebelles dont notamment le Mouvement du 23 mars (M23) appuyé par l'armée rwandaise ainsi que les Forces démocratiques alliées (FDA), plusieurs zones des régions du Nord-Kivu et du Sud-Kivu ne peuvent pas prendre part au vote,.
Le conflit provoque le déplacement de dizaines de milliers de civils et alimente les tensions de longue date entre la RDC et le Rwanda, sous fonds de désengagement à venir de la Monusco. Début décembre, à l'approche du scrutin, Félix Tshisekedi va jusqu'à accuser le président rwandais Paul Kagame de visées expansionnistes, le comparant au dirigeant nazi Adolf Hitler tout en lui promettant qu'il « finira comme lui ».
Deux candidats aux législatives, Sadiki Espoir Ndabuye et Joseph Kasongo Tshomba, sont notamment tués en décembre 2023 dans le Sud et le Nord-Kivu.

## Mode de scrutin
La république démocratique du Congo (RDC) est dotée d'un parlement bicaméral composé d'une chambre haute élue au scrutin indirect, le Sénat et d'une chambre basse élue au suffrage universel direct, l'Assemblée nationale.
Cette dernière, la seule concernée par ces élections, est composée de 500 sièges dont les membres sont élus pour cinq ans selon un système mixte. 62 députés sont ainsi élus au scrutin uninominal majoritaire à un tour dans autant de circonscriptions, tandis que les 438 députés restants sont élus au scrutin proportionnel avec listes ouvertes et vote préférentiel dans 119 circonscriptions plurinominales. Un seuil électoral de 1 % des suffrages exprimés au niveau national est appliqué, après quoi la répartition des sièges est faite selon la méthode du plus fort reste, qui tend à favoriser les petits partis,,. Les candidats qui parviennent à obtenir la majorité absolue dans une circonscription au scrutin majoritaire — appelés les « meilleurs élus » — peuvent cependant conserver leur siège même si leur parti n'a pas atteint le seuil électoral,.
Les listes étant dites ouvertes, un électeur votant pour la liste d'un parti a la possibilité d'utiliser un vote préférentiel pour le nom d'un seul candidat afin de faire monter sa place dans la liste pour laquelle il se présente, la répartition des sièges obtenus par ces dernières se faisant par la suite selon la méthode dite du plus fort reste.

## Analyse
Le scrutin connaît d'importants problèmes d'organisation qui retardent l'heure d'ouverture de la plupart des bureaux de vote, au point de forcer le gouvernement congolais à prolonger le vote jusqu'au 21 décembre dans les bureaux de vote concernés,. Selon certains observateurs, il se serait même poursuivi jusqu'au 27 décembre dans certaines localités. Le 24 décembre, l'archevêque de Kinshasa Fridolin Ambongo Besungu qualifie ainsi le scrutin de « gigantesque désordre organisé ».
En janvier 2024, la commission électorale congolaise (Céni) dénonce des fraudes, des actes de vandalisme, des intimidations d'électeurs et des utilisations illégales de machines de vote. La Céni décide en conséquence l'annulation du scrutin dans plusieurs circonscriptions, concernant notamment trois ministres du gouvernement sortant et quatre gouverneurs provinciaux. Prévus le 3 janvier, l'annonce des résultats est également repoussée par la Céni, l'important travail de compilation étant retardé par le traitement des recours pour fraudes. La répartition des sièges aux seul partis ayant franchis le seuil de 1 % des suffrages exprimés au niveau national retarde également leur publication, la totalité des suffrages devant être traités avant l'annonce de la liste des candidats élus députés. Les résultats sont particulièrement attendus par la coalition de l'Union sacrée menée par l'Union pour la démocratie et le progrès social (UDPS) de Félix Tshisekedi, le président sortant étant sorti vainqueur de l'élection présidentielle,.

## Résultats
|                        |                                                                                          |            |       |        |               |  |  |  |  |  |  |  |  |  |
| Parti ou alliance      | Parti ou alliance                                                                        | Voix       | %     | Sièges | +/-           |  |  |  |  |  |  |  |  |  |
|                        | Union pour la démocratie et le progrès social-Tshisekedi (UDPS/Tshisekedi)               | 1 664 049  | 9,26  | 69     | 37            |  |  |  |  |  |  |  |  |  |
|                        | Action des alliés et Union pour la nation congolaise (A/A-UNC)                           | 903 928    | 5,03  | 35     | 21            |  |  |  |  |  |  |  |  |  |
|                        | Alliance des forces démocratiques du Congo et alliés (AFDC-A)                            | 890 753    | 4,96  | 35     | 6             |  |  |  |  |  |  |  |  |  |
|                        | Agissons et bâtissons (AB)                                                               | 752 559    | 4,19  | 26     | 26            |  |  |  |  |  |  |  |  |  |
|                        | Actions des alliés / Tous pour le développement du Congo (2A/TDC)                        | 692 491    | 3,85  | 21     | 21            |  |  |  |  |  |  |  |  |  |
|                        | Alliance des acteurs attachés du peuple (AAAP)                                           | 649 226    | 3,61  | 21     | 21            |  |  |  |  |  |  |  |  |  |
|                        | Alliance bloc 50 (A/B50)                                                                 | 546 079    | 3,04  | 20     | 20            |  |  |  |  |  |  |  |  |  |
|                        | Alliance pour l'avènement d'un Congo prospère et grand (AACPG)                           | 532 066    | 2,96  | 16     | 16            |  |  |  |  |  |  |  |  |  |
|                        | Ensemble pour la République (ENSEMBLE)                                                   | 497 009    | 2,76  | 18     | 18            |  |  |  |  |  |  |  |  |  |
|                        | Mouvement de libération du Congo (MLC)                                                   | 471 375    | 2,62  | 19     | 3             |  |  |  |  |  |  |  |  |  |
|                        | Alliance 2024 (A24)                                                                      | 443 859    | 2,47  | 15     | 15            |  |  |  |  |  |  |  |  |  |
|                        | Coalition des démocrates (CODE)                                                          | 431 028    | 2,40  | 9      | 9             |  |  |  |  |  |  |  |  |  |
|                        | Action alternative des acteurs pour l'amour du Congo (4AC)                               | 392 140    | 2,18  | 16     | 16            |  |  |  |  |  |  |  |  |  |
|                        | Action des alliés pour la convention (AA/C)                                              | 390 161    | 2,17  | 10     | 10            |  |  |  |  |  |  |  |  |  |
|                        | À nous de bâtir le Congo (ANB)                                                           | 379 135    | 2,11  | 13     | 13            |  |  |  |  |  |  |  |  |  |
|                        | Alliance pour l'alternance démocratique et alliés (AAD-A)                                | 336 813    | 1,87  | 8      | 8             |  |  |  |  |  |  |  |  |  |
|                        | Alliance pour les valeurs (AV)                                                           | 330 813    | 1,84  | 7      | 7             |  |  |  |  |  |  |  |  |  |
|                        | Actions des alliés de la Convention pour la République et la démocratie (AACRD)          | 320 370    | 1,78  | 9      | 9             |  |  |  |  |  |  |  |  |  |
|                        | Alliance pour les triple et Alliés (A3A)                                                 | 305 728    | 1,70  | 7      | 7             |  |  |  |  |  |  |  |  |  |
|                        | Alliance des mouvements de solidarité pour le changement (AMSC)                          | 291 226    | 1,62  | 6      | 6             |  |  |  |  |  |  |  |  |  |
|                        | Alliances des tshisekedistes unifiés et alliés (ATUA)                                    | 287 996    | 1,60  | 6      | 6             |  |  |  |  |  |  |  |  |  |
|                        | Action des alliés pour l'essor du Congo (AAeC)                                           | 284 205    | 1,58  | 7      | 7             |  |  |  |  |  |  |  |  |  |
|                        | Alliance des nationalistes (AN)                                                          | 277 460    | 1,54  | 7      | 7             |  |  |  |  |  |  |  |  |  |
|                        | Alliance des Congolais progressistes et alliés (ACP-A)                                   | 260 392    | 1,45  | 9      | 9             |  |  |  |  |  |  |  |  |  |
|                        | Alliance et action pour l’État de droit (AE)                                             | 258 255    | 1,44  | 4      | 4             |  |  |  |  |  |  |  |  |  |
|                        | Action pour l'unité nationale (AUN)                                                      | 239 969    | 1,33  | 8      | 8             |  |  |  |  |  |  |  |  |  |
|                        | Alliance 2025 (A25)                                                                      | 232 648    | 1,29  | 3      | 3             |  |  |  |  |  |  |  |  |  |
|                        | Alliance pour l'essor et la démocratie du Congo et alliés (AEDC-A)                       | 221 869    | 1,23  | 1      | 1             |  |  |  |  |  |  |  |  |  |
|                        | Actions des alliés de la convention et Parti lumumbiste unifié (AAC/PALU)                | 215 877    | 1,20  | 7      | 10            |  |  |  |  |  |  |  |  |  |
|                        | Forces politiques alliés à l'UDPS (FPAU)                                                 | 206 721    | 1,15  | 4      | 4             |  |  |  |  |  |  |  |  |  |
|                        | Avançons-MS                                                                              | 202 750    | 1,13  | 5      | 5             |  |  |  |  |  |  |  |  |  |
|                        | Alternative Vital Kamerhe 2018 (A/VK2018)                                                | 200 899    | 1,12  | 3      | 3             |  |  |  |  |  |  |  |  |  |
|                        | Actions audibles pour la bonne gouvernance (AABG)                                        | 191 056    | 1,06  | 8      | 8             |  |  |  |  |  |  |  |  |  |
|                        | Alliance pour les actions de développement du Congo et alliés (AADC-A)                   | 191 053    | 1,06  | 1      | 1             |  |  |  |  |  |  |  |  |  |
|                        | Alternative chrétienne pour le Congo (A1)                                                | 190 606    | 1,06  | 4      | 4             |  |  |  |  |  |  |  |  |  |
|                        | Autre vision du Congo et alliés (AVC-A)                                                  | 187 358    | 1,04  | 5      | 5             |  |  |  |  |  |  |  |  |  |
|                        | Union pour la démocratie et le progrès social/Kibassa et alliés (UDPS/KIBASSA-A)         | 180 054    | 1,00  | 2      | 2             |  |  |  |  |  |  |  |  |  |
|                        | Alliance des élites au service du peuple et alliés (AESPA)                               | 179 953    | 1,00  | 0      | en stagnation |  |  |  |  |  |  |  |  |  |
|                        | Alliance des partis politiques alliés au Mouvement de libération du Congo (APA/MLC)      | 179 929    | 1,00  | 2      | 2             |  |  |  |  |  |  |  |  |  |
|                        | Alliance pour la réforme de la République (A2R)                                          | 179 877    | 1,00  | 2      | 2             |  |  |  |  |  |  |  |  |  |
|                        | Nouvel élan (NOU.EL)                                                                     | 179 870    | 1,00  | 3      | 3             |  |  |  |  |  |  |  |  |  |
|                        | Action des alliés pour l'amour de la République/Convention pour la République (AAAR/CRD) | 179 851    | 1,00  | 0      | en stagnation |  |  |  |  |  |  |  |  |  |
|                        | Action pour la cause fédérative (APCF)                                                   | 179 847    | 1,00  | 2      | 2             |  |  |  |  |  |  |  |  |  |
|                        | Dynamique progressistes révolutionnaire (DYPRO)                                          | 179 834    | 1,00  | 3      | 3             |  |  |  |  |  |  |  |  |  |
|                        | Alternance                                                                               | 138 175    | 0,77  | 0      | en stagnation |  |  |  |  |  |  |  |  |  |
|                        | Action des alliés (1A/A)                                                                 | 114 970    | 0,64  | 0      | en stagnation |  |  |  |  |  |  |  |  |  |
|                        | Les Progressistes (LP)                                                                   | 110 461    | 0,61  | 0      | en stagnation |  |  |  |  |  |  |  |  |  |
|                        | Rassemblement des démocrates tshisekediastes (RDT)                                       | 105 046    | 0,58  | 0      | en stagnation |  |  |  |  |  |  |  |  |  |
|                        | Action pour la rupture et le développement et alliés (ARDEV-A)                           | 104 876    | 0,58  | 0      | en stagnation |  |  |  |  |  |  |  |  |  |
|                        | Action des alliés acquis à la démocratie (AAAD)                                          | 104 841    | 0,58  | 0      | en stagnation |  |  |  |  |  |  |  |  |  |
|                        | Alliance des démocrates pour le renouveau et le progrès (ADRP)                           | 101 786    | 0,57  | 0      | en stagnation |  |  |  |  |  |  |  |  |  |
|                        | Alliance des démocrates-chrétiens du Congo (ALDEC)                                       | 99 748     | 0,55  | 0      | en stagnation |  |  |  |  |  |  |  |  |  |
|                        | Leadership et gouvernance pour le développement (LGD)                                    | 75 944     | 0,42  | 1      | 1             |  |  |  |  |  |  |  |  |  |
|                        | Mouvement social lumbiste (MSL)                                                          | 66 536     | 0,37  | 0      | en stagnation |  |  |  |  |  |  |  |  |  |
|                        | Action des alliés nationalistes pour la démocratie (AAND)                                | 66 106     | 0,37  | 0      | en stagnation |  |  |  |  |  |  |  |  |  |
|                        | Actions des alliés pour la démocratie et le développement (AADD)                         | 61 046     | 0,34  | 0      | en stagnation |  |  |  |  |  |  |  |  |  |
|                        | Agissons 7 (A7)                                                                          | 50 943     | 0,28  | 0      | en stagnation |  |  |  |  |  |  |  |  |  |
|                        | Réveil populaire (REPOP)                                                                 | 49 105     | 0,27  | 0      | en stagnation |  |  |  |  |  |  |  |  |  |
|                        | Action pour la reconstruction et le travail et alliés (ART&A)                            | 47 842     | 0,27  | 0      | en stagnation |  |  |  |  |  |  |  |  |  |
|                        | Alliance pour le développement et l'intégrité de la patrie (ADIP)                        | 41 731     | 0,23  | 0      | en stagnation |  |  |  |  |  |  |  |  |  |
|                        | Nouvel ordre politique à l'horizon 2023 en RDC (NOP-H2023/RDC)                           | 37 416     | 0,21  | 0      | en stagnation |  |  |  |  |  |  |  |  |  |
|                        | Alliance des réformateurs pour un nouveau leadership (ARNL)                              | 36 090     | 0,20  | 0      | en stagnation |  |  |  |  |  |  |  |  |  |
|                        | Front patriotique 2023 (FP2023)                                                          | 33 383     | 0,19  | 0      | en stagnation |  |  |  |  |  |  |  |  |  |
|                        | Alliance des démocrates pour l'émergence du Congo et alliés (ADPEC-A)                    | 33 163     | 0,18  | 0      | en stagnation |  |  |  |  |  |  |  |  |  |
|                        | Alliance des Congolais pour la refondation de la Nation (ACRN)                           | 32 866     | 0,18  | 0      | en stagnation |  |  |  |  |  |  |  |  |  |
|                        | Parti de l'envol de la RDC (ENVOL)                                                       | 29 129     | 0,16  | 0      | en stagnation |  |  |  |  |  |  |  |  |  |
|                        | Mbonda                                                                                   | 24 692     | 0,14  | 0      | en stagnation |  |  |  |  |  |  |  |  |  |
|                        | Alternative citoyenne (AC-CONGORDC)                                                      | 13 763     | 0,08  | 0      | en stagnation |  |  |  |  |  |  |  |  |  |
|                        | Nouvelle génération consciente (NOGECO)                                                  | 12 862     | 0,07  | 0      | en stagnation |  |  |  |  |  |  |  |  |  |
|                        | Congolais Unis pour le Changement (CUC)                                                  | 10 004     | 0,06  | 0      | en stagnation |  |  |  |  |  |  |  |  |  |
|                        | Amour du prochain et de la partie du Congo (APPC)                                        | 5 471      | 0,03  | 0      | en stagnation |  |  |  |  |  |  |  |  |  |
|                        | Autres partis et indépendants                                                            | 1 591 470  | 8,85  | 0      | en stagnation |  |  |  |  |  |  |  |  |  |
|                        | Sièges non pourvus pour causes de fraude                                                 |            |       | 7      | –             |  |  |  |  |  |  |  |  |  |
|                        | Sièges non pourvus pour causes de violence                                               | 16         | –     |        |               |  |  |  |  |  |  |  |  |  |
|                        |                                                                                          |            |       |        |               |  |  |  |  |  |  |  |  |  |
| Suffrages exprimés     | Suffrages exprimés                                                                       | 17 976 551 | 95,55 |        |               |  |  |  |  |  |  |  |  |  |
| Votes invalides        | Votes invalides                                                                          | 748 079    | 3,98  |        |               |  |  |  |  |  |  |  |  |  |
| Votes blancs           | Votes blancs                                                                             | 88 839     | 0,47  |        |               |  |  |  |  |  |  |  |  |  |
| Total                  | Total                                                                                    | 18 813 469 | 100   | 500    | en stagnation |  |  |  |  |  |  |  |  |  |
| Abstentions            | Abstentions                                                                              | 22 925 159 | 54,93 |        |               |  |  |  |  |  |  |  |  |  |
| Inscrits/Participation | Inscrits/Participation                                                                   | 41 738 628 | 45,07 |        |               |  |  |  |  |  |  |  |  |  |

## Analyse
Attendus le 3 janvier 2024, les résultats provisoires sont repoussés au 13 du fait notamment des fraudes et irrégularités dénoncées par la commission électorale nationale indépendante (CENI).
Selon les résultats provisoires, 44 partis et/ou regroupements politiques ont atteint le seuil électoral de 1 % des suffrages exprimés ou ont échoué à l'atteindre mais vu l'un de leur candidat réunir la majorité absolue dans sa circonscription et gardé son siège, en accord avec la loi électorale,. La CENI publie les noms des 477 députés élus sur le total théorique de 500 en attendant les résultats des circonscriptions électorales où des troubles et violences ont été enregistrés. Un total de 177 circonscriptions sont ainsi validées, les résultats de celles de Masimanimba au Kwilu et Yakoma au Nord-Ubangi étant quant à eux annulés pour fraude, tandis que ceux des territoires de Masisi et Rutshuru au Nord-Kivu et de Kwamouth dans le Maï-Ndombe, n'ont pas pu être organisées à cause de la présence des groupes armés,,.
L'Union pour la démocratie et le progrès social arrive en tête, ce qui lui permet d'espérer pouvoir constituer autour d'elle une majorité parlementaire favorable au président Félix Tshisekedi, qui est lui même confortablement réélu lors de l'élection présidentielle organisée simultanément.
Également candidats à l'élection présidentielle, Matata Ponyo Mapon, Constant Mutamba, Jean-Claude Baende, Adolphe Muzito sont eux-mêmes élus députés, respectivement à Kindu, Lubao, Mbandaka et Kikwit.
Figurent également parmi les candidats vainqueurs une grande partie des alliés du président, dont les deux présidents des chambres du Parlement, Christophe Mboso N'Kodia Pwanga et Modeste Bahati Lukwebo, ainsi que le Premier ministre Jean-Michel Sama Lukonde Kyenge, et les vice-Premiers ministres Vital Kamerhe, Jean-Pierre Lihau et Christophe Lutundula,.

## Formation du gouvernement

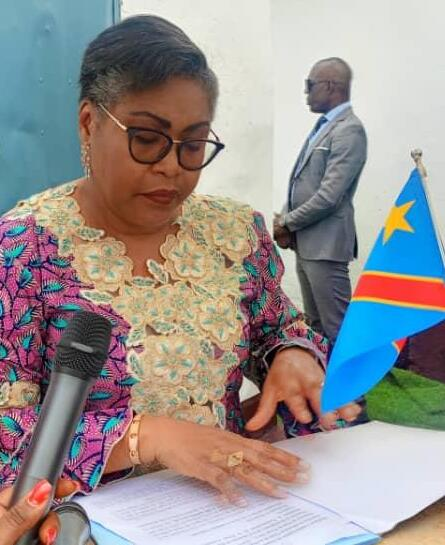
Judith Suminwa Tuluka

Le président Félix Tshisekedi charge le 7 février Augustin Kabuya, l'un de ses plus proches collaborateur, de la mission d'informateur en vue de trouver une majorité pour la mise en place d'un nouveau gouvernement. Avec environ 400 sièges sur 500, les partisans du président sont assurés d'en prendre la tête, Kabuya étant essentiellement chargé de trouver une répartition des postes qui prenne en compte les nouveaux rapports de forces entre les différentes formations soutenant l'UDPS. Le Premier ministre sortant Jean-Michel Sama Lukonde Kyenge remet le 20 février sa démission afin de pouvoir occuper son nouveau siège de député comme imposé par la constitution. Sa démission dissout automatiquement son gouvernement, désormais chargé des affaires courantes,,, alors que Jean-Pierre Bemba était pressenti.
Saisie de 1 123 recours, la Cour constitutionnelle en déclare 525 irrecevables, 400 recevables mais non fondés, et constate le désistement de la plupart des autres. Un total de 49 recours sont cependant validés pour « erreurs matérielles » dans le décompte des suffrages, 49 candidats initialement déclarés élus voyant leur élection invalidée au profit des déposants des recours. La publication des décisions de la cour le 12 mars 2024 rend les résultats des élections définitifs et permet à Augustin Kabuya de clôturer sa mission de recherche d'une majorité parlementaire,,.
Toujours chargé des affaires courantes, le gouvernement est remanié le 24 mars 2023. Le Gouvernement Lukonde II intègre notamment Judith Tuluka Suminwa comme ministre du Plan,. Cette dernière est nommée Première ministre le 1er avril 2024 par le président de la république. Agée de 56 ans, elle devient la première femme Première ministre en république démocratique du Congo,,,. Sa prise de fonctions intervient dans un contexte sécuritaire tendu dans le pays, avec l'intensification des combats au Nord-Kivu contre le groupe rebelle M23.